# 和白站
和白站（日语：／ Wajiro */?）是一位於日本福岡縣福岡市東區和白三丁目，由九州旅客鐵道（JR九州）與西日本鐵道（西鐵）共用的鐵路車站。

## 車站結構

### 西日本鐵道貝塚線

#### 月台配置
| 月台 | 路線    | 方向       |
| ---- | ------- | ---------- |
| 1    | ■貝塚線 | 往西鐵新宮 |
| 2    | ■貝塚線 | 往貝塚     |

### JR九州香椎線

#### 月台配置
| 月台 | 路線   | 方向 | 目的地           |
| ---- | ------ | ---- | ---------------- |
| 1    | 香椎線 | 上行 | 西戶崎方向       |
| 2    | 香椎線 | 下行 | 長者原、宇美方向 |

## 使用情況
- JR九州 - 2018年度的1日平均上車人次為1,630人[1]。
  - 上述數值不包括西日本鐵道的直通人次。

## 相關項目
- 日本鐵路車站列表
  - 日本鐵路車站列表 Wa
- 九州旅客鐵道
  - 香椎線
- 西日本鐵道
  - 貝塚線

## 外部連結
- JR九州 和白車站（页面存档备份，存于）（日語）
- 西日本鐵道 和白車站（页面存档备份，存于）（日語）